# Anybody Here Seen Kelly?
Anybody Here Seen Kelly? is een Amerikaanse dramafilm uit 1929 onder regie van William Wyler. De film is wellicht zoekgeraakt.

## Verhaal
Mitzi Lavelle is verliefd op Pat Kelly. Ze volgt hem van Frankrijk naar New York. Daar treft ze Buck Johnson, die vroeger een oogje op haar had en nu bij de douane werkt. Hij belooft Mitzi te helpen om haar verblijf in de VS te verlengen, als ze bij hem blijft. Mitzi gaat niet in op zijn avances en begint een relatie met Pat. De jaloerse Buck tracht Pat in de cel te gooien en Mitzi te laten deporteren.

## Rolverdeling
| Acteur           | Personage        |
| ---------------- | ---------------- |
| Bessie Love      | Mitzi Lavelle    |
| Tom Moore        | Pat Kelly        |
| Kate Price       | Mevrouw O'Grady  |
| Addie McPhail    | Mevrouw Hickson  |
| Bruce Gordon     | Mijnheer Hickson |
| Alfred Allen     | Sergeant Malloy  |
| Tom O'Brien      | Buck Johnson     |
| Wilson Benge     | Butler           |
| Rosa Gore        | Franse moeder    |
| Dorothea Wolbert | Slavey           |